# Antoine Favre (Rechtsgelehrter)

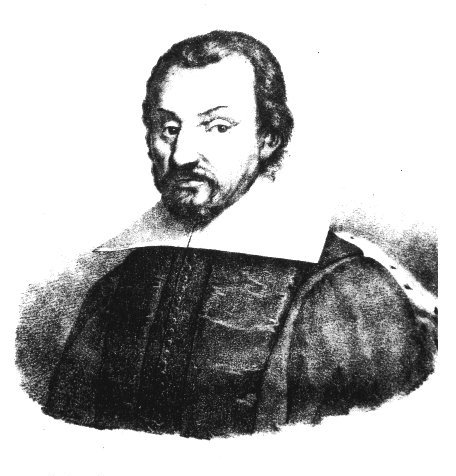
Gravur Favres

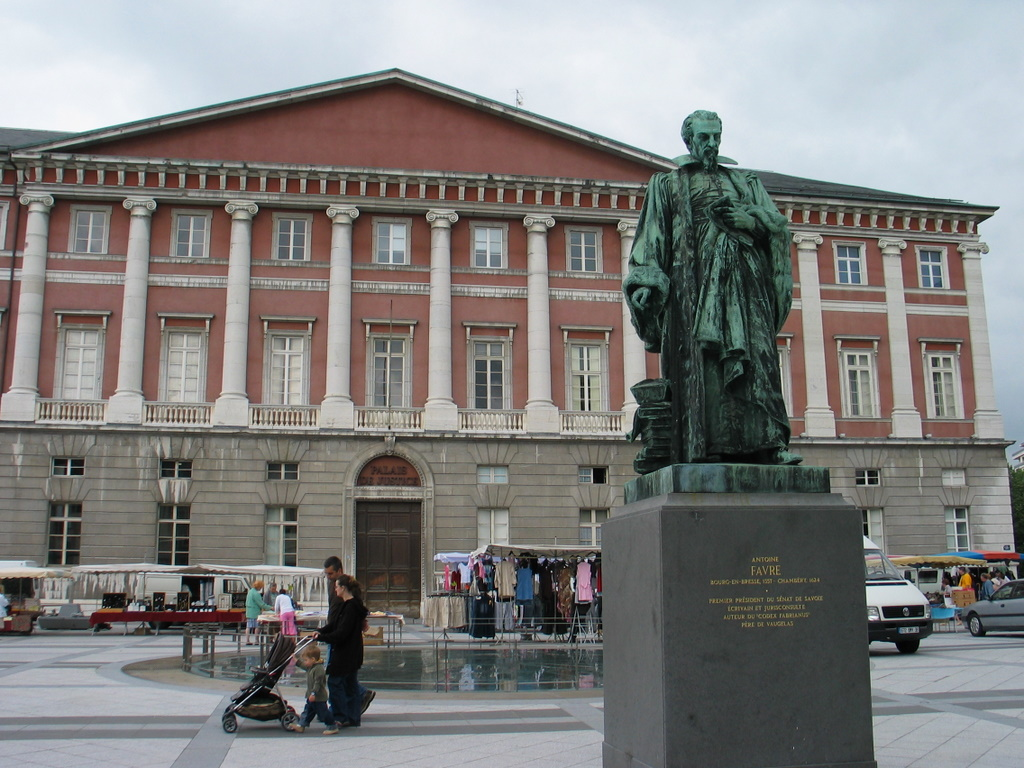
Statue von Favre am Place du Palais de Justice in Chambéry

Antoine Favre, latinisiert auch Antonius Faber (* 4. Oktober 1557 in Bourg-en-Bresse; † 28. Februar 1624 in Chambéry) war ein savoyardischer Rechtsgelehrter.

## Leben und Werk
Als Jugendlicher besuchte Favre die Pariser Jesuitenschule und studierte anschließend Rechtswissenschaften an der Universität Turin. Dort erwarb er im August 1579 den Grad des Doktors beider Rechte (Dr. iur. utr.). Anschließend kehrte er nach Savoyen zurück und war als Anwalt beim Senat von Chambéry tätig. Am 3. November 1584 wurde er von Herzog Karl Emanuel I. von Savoyen zum Oberrichter in Bresse ernannt. Am 20. Juli 1587 stieg er zum Mitglied des obersten savoyardischen Gerichtshof, dem sogenannten Senat von Savoyen, auf, obwohl er das eigentlich vorgeschriebene Mindestalter von 30 Jahren noch nicht erreicht hatte. Daneben war er als Diplomat für Herzog Karl Emanuel I. tätig. Mit dessen Erlaubnis ernannte der Herzog von Nemours Favre im Dezember 1596 zum Präsidenten des Conseil du Genevois in Annecy. Im Jahre 1606 gründete Favre zusammen mit Franz von Sales, dem Bischof von Genf, in Annecy die Académie florimontane. 1610 kehrte er an den Senat von Savoyen in Chambéry zurück, zu dessen Präsident er am 20. Juni 1610 ernannt wurde. Diese Stellung hatte er bis zu seinem Tode am 28. Februar 1624 inne.
Neben seinen judiziellen Tätigkeiten verschaffte sich Favre unter anderem auch durch seine Schriften Ansehen. Vorrangig zu nennen ist hierbei der Codex Fabrianus definitionum forensium, ein Schrift, in der er Gerichtsentscheidungen mit dem Corpus iuris civilis in Verbindung setzt. Dabei deckte er zahlreiche Interpolationen auf. Durch weitere Entscheidungssammlungen verschaffte er sich weiteres Verdienst. Darüber hinaus liegen weitere Werke von ihm zum Corpus iuris civilis vor.